# 혼촌 (히로시마현 히바군)
혼촌(本村)은 일본 히로시마현 히바군에 설치되었던 촌이다. 현재의 쇼바라시의 일부에 해당한다.